# Apophoneura vittigera
Apophoneura vittigera är en tvåvingeart som beskrevs av Malloch 1933. Apophoneura vittigera ingår i släktet Apophoneura och familjen myllflugor. Inga underarter finns listade i Catalogue of Life.